# Lonchocarpus monticolus
Lonchocarpus monticolus är en ärtväxtart som beskrevs av Mario Sousa. Lonchocarpus monticolus ingår i släktet Lonchocarpus och familjen ärtväxter. Inga underarter finns listade i Catalogue of Life.